# Монтепрандоне
Монтепрандоне (итал. Monteprandone) насеље је у Италији у округу Асколи Пичено, региону Марке.
Према процени из 2011. у насељу је живело 1432 становника. Насеље се налази на надморској висини од 218 м.

## Становништво
| 1931. | 1936. | 1951. | 1961. | 1971. | 1981. | 1991. | 2001.  | 2011.  |
| ----- | ----- | ----- | ----- | ----- | ----- | ----- | ------ | ------ |
| 3.208 | 4.472 | 4.948 | 4.597 | 5.041 | 7.075 | 9.084 | 10.354 | 12.211 |